# Markus Nakkim
Markus Lund Nakkim (Oslo, 21 luglio 1996) è un calciatore norvegese, difensore del Valur.

## Carriera

### Club
Nakkim è cresciuto nelle giovanili del Vålerenga. Ha esordito in prima squadra in data 17 aprile 2015: ha sostituito Kjetil Wæhler nella vittoria per 2-0 sull'Haugesund, sfida valida per la 3ª giornata dell'Eliteserien.
Il 5 febbraio 2016, il Vålerenga ha reso noto d'aver ceduto Nakkim allo Strømmen con la formula del prestito.
Il 9 marzo 2017, Nakkim ha prolungato il contratto che lo legava al Vålerenga fino al 31 dicembre 2020.
Il 26 aprile 2019, Nakkim ha ulteriormente rinnovato l'accordo che lo legava al Vålerenga, fino a luglio 2022.
Il 31 agosto 2022 è passato all'HamKam, a cui si è legato con un accordo valido sino al termine della stagione.
Svincolato, il 9 febbraio 2023 è passato agli statunitensi dell'Orange County.
Nel 2025 si trasferisce al Valur, club della prima divisione islandese, con cui vince una Coppa di Lega islandese.

### Nazionale
Nakkim conta 2 presenze per la Norvegia under 21. Ha esordito il 24 marzo 2017, sostituendo Fredrik Pallesen Knudsen nell'amichevole persa per 3-1 contro il Portogallo.

## Statistiche

### Presenze e reti nei club
Statistiche aggiornate al 9 febbraio 2023.
| Stagione         | Club             | Campionato       | Campionato | Campionato | Coppe nazionali | Coppe nazionali | Coppe nazionali | Coppe continentali | Coppe continentali | Coppe continentali | Supercoppe | Supercoppe | Supercoppe | Totale | Totale |
| Stagione         | Club             | Comp             | Pres       | Reti       | Comp            | Pres            | Reti            | Comp               | Pres               | Reti               | Comp       | Pres       | Reti       | Pres   | Reti   |
| ---------------- | ---------------- | ---------------- | ---------- | ---------- | --------------- | --------------- | --------------- | ------------------ | ------------------ | ------------------ | ---------- | ---------- | ---------- | ------ | ------ |
| 2015             | Vålerenga        | ES               | 8          | 0          | CN              | 2               | 0               | -                  | -                  | -                  | -          | -          | -          | 10     | 0      |
| feb.-ago. 2016   | Strømmen         | 1D               | 14         | 0          | CN              | 3               | 1               | -                  | -                  | -                  | -          | -          | -          | 17     | 1      |
| ago.-dic. 2016   | Vålerenga        | ES               | 6          | 0          | CN              | 1               | 0               | -                  | -                  | -                  | -          | -          | -          | 7      | 0      |
| 2017             | Vålerenga        | ES               | 8          | 0          | CN              | 2               | 0               | -                  | -                  | -                  | -          | -          | -          | 10     | 0      |
| 2018             | Viking           | 1D               | 28         | 0          | CN              | 1               | 0               | -                  | -                  | -                  | -          | -          | -          | 29     | 0      |
| 2019             | Vålerenga        | ES               | 7          | 1          | CN              | 2               | 0               | -                  | -                  | -                  | -          | -          | -          | 9      | 1      |
| Totale Vålerenga | Totale Vålerenga | Totale Vålerenga | 29         | 1          |                 | 7               | 0               |                    | -                  | -                  |            | -          | -          | 36     | 1      |
| 2020             | Mjøndalen        | ES               | 30+1       | 2+1        | -               | -               | -               | -                  | -                  | -                  | -          | -          | -          | 31     | 3      |
| 2021             | Mjøndalen        | ES               | 29         | 3          | CN              | 2               | 2               | -                  | -                  | -                  | -          | -          | -          | 31     | 5      |
| gen.-ago. 2022   | Mjøndalen        | 1D               | 15         | 1          | CN              | 1               | 0               | -                  | -                  | -                  | -          | -          | -          | 16     | 1      |
| Totale Mjøndalen | Totale Mjøndalen | Totale Mjøndalen | 74+1       | 6+1        |                 | 2               | 2               |                    | -                  | -                  |            | -          | -          | 78     | 9      |
| ago.-dic. 2022   | HamKam           | ES               | 5          | 0          | CN              | -               | -               | -                  | -                  | -                  | -          | -          | -          | 5      | 0      |
| 2023             | Orange County    | USL              | 0          | 0          | USOC            | 0               | 0               | -                  | -                  | -                  | -          | -          | -          | 0      | 0      |
| Totale           | Totale           | Totale           | 150+1      | 7+1        |                 | 14              | 3               |                    | -                  | -                  |            | -          | -          | 165    | 11     |

## Palmarès

### Club

#### Competizioni nazionali
- Coppa di Lega islandese: 1

Valur: 2025